# Parroquia de la Santísima Trinidad (Buenos Aires)
La Parroquia de la Santísima Trinidad se encuentra en la ciudad de Buenos Aires, en la República Argentina. Pertenece y responde en su totalidad a la Orden Trinitaria. Fue creada en 1917 por un decreto del 27 de mayo del Arzobispado de Buenos Aires. La ceremonia inaugural tuvo lugar el 3 de junio de ese año. Está ubicada en la Av. Cabildo 3680.